# Jovana de la Cruz
Pour les articles homonymes, voir De la Cruz.
Jovana de la Cruz Capani, née le 12 juillet 1992 dans la province de Huancavelica, est une coureuse de fond péruvienne. Elle est championne d'Amérique du Sud de course en montagne 2013, a remporté la médaille d'or sur 10 000 mètres aux Jeux bolivariens de 2022 et deux médailles de bronze aux championnats d'Amérique du Sud d'athlétisme.

## Biographie
Née dans la province de Huancavelica, Jovana grandit à Huancayo où elle se découvre une passion pour la course de fond.
Elle se révèle en 2009 lors des championnats du Pérou juniors d'athlétisme. Elle remporte le titre sur 1 500 mètres, décrochant ainsi sa place pour les championnats d'Amérique du Sud juniors d'athlétisme puis remporte le titre sur 2 000 mètres steeple en établissant un nouveau record national junior en 6 min 54 s 37.
Le 27 février 2010, elle remporte le titre de championne d'Amérique du Sud junior de cross-country à Guayaquil. Le 23 mars, elle prend part au 3 000 mètres steeple aux championnats d'Amérique du Sud d'athlétisme espoirs qui se déroulent dans le cadre des Jeux sud-américains à Medellín. Elle effectue une excellente course lors de la finale. Courant dans les talons de sa compatriote Rocío Huillca, les deux athlètes dominent les débats et Jovana décroche la médaille d'argent.
Le 4 juillet 2011, elle est engagée pour la première fois en catégorie senior d'une compétition majeure. Courant le 3 000 mètres steeple aux championnats d'Amérique du Sud d'athlétisme à Buenos Aires, elle crée la sensation en décrochant la médaille de bronze.
Le 21 juillet 2013, elle prend part aux championnats d'Amérique du Sud de course en montagne à Cajamarca. Sans concurrence des autres nations, elle remporte le titre en battant de justesse sa compatriote Eliona Delgado Castro,.
Jovana remporte son premier titre national senior en 2014 en devenant championne du 10 000 mètres. En octobre, elle prend part aux championnats d'Amérique du Sud d'athlétisme espoirs à Montevideo. Engagée sur le 3 000 mètres steeple et le 5 000 mètres, elle se battre par sa compatriote Zulema Arenas qui bat le record des championnats lors du 3 0000 mètres steeple. Elle décroche également l'argent sur 5 000 mètres derrière sa compatriote Soledad Torre qui établit également un nouveau record des championnats.
Fin 2015, elle s'essaie au marathon et court le marathon de Toronto. Pour sa première course, elle termine neuvième en 2 h 35 min 3 s et décroche son ticket pour les Jeux olympiques d'été de 2016 à Rio de Janeiro en même temps que son mari Willy Canchanya.
Lors des Jeux olympiques à Rio de Janeiro, elle termine 36e du marathon en 2 h 35 min 49 s.
Le 23 juin 2017, elle prend part au 10 000 mètres lors des championnats d'Amérique du Sud d'athlétisme à Luque. Elle décroche la médaille de bronze derrière sa belle-sœur Clara Canchanya. Elle se blesse ensuite au genou et ne peut participer à la Coupe nationale d'athlétisme. Désireuse de participer aux Jeux bolivariens, elle pense avoir une nouvelle chance de sélection lors d'un semi-marathon mais la Fédération péruvienne d'athlétisme reste évasive sur le sujet et la nouvelle sélection n'a pas lieu. Son absence en Coupe nationale n'ayant pas été dûment justifiée en raison d'une erreur administrative, elle n'est pas sélectionnée pour les Jeux bolivariens malgré le fait qu'elle détient la meilleure performance nationale du 10 000 mètres.
Le 14 janvier 2018, elle abaisse son record personnel du semi-marathon à 1 h 10 min 56 s lors du semi-marathon de Houston, établissant la troisième meilleure performance nationale de tous les temps.
Elle remporte son second titre national en 2020 en devenant championne du 5 000 mètres.
Le 23 mai 2021, elle abaisse son record personnel du marathon en 2 h 27 min 59 s lors des championnats du Pérou à Lima. Elle décroche le titre national et son ticket pour le marathon olympique de Tokyo.
En juillet 2022, elle participe pour la première fois aux Jeux bolivariens à Valledupar. Prenant le départ du 10 000 mètres parmi les favorites, elle parvient à se défaire de la Vénézuélienne Edymar Brea et décroche la médaille d'or en 34 min 48 s 56.

## Palmarès

### Route/cross-country
| Année | Compétition                                         | Lieu                  | Place | Épreuve       | Temps           |
| ----- | --------------------------------------------------- | --------------------- | ----- | ------------- | --------------- |
| 2010  | Championnats d'Amérique du Sud de cross-country U20 | Guayaquil             | 1re   | Cross-country | 20 min 49 s     |
| 2011  | Championnats d'Amérique du Sud de cross-country U20 | Asuncion              | 3e    | Cross-country | 21 min 37 s     |
| 2015  | Marathon de Toronto                                 | Toronto               | 9e    | Marathon      | 2 h 35 min 4 s  |
| 2016  | Marathon de Houston                                 | Houston               | 5e    | Marathon      | 2 h 31 min 33 s |
| 2016  | Championnats du monde de semi-marathon              | Cardiff               | 32e   | Semi-marathon | 1 h 13 min 19 s |
| 2016  | Jeux olympiques d'été                               | Rio de Janeiro        | 36e   | Marathon      | 2 h 35 min 49 s |
| 2016  | Rock 'n' Roll Querétaro Half Marathon               | Santiago de Querétaro | 3e    | Semi-marathon | 1 h 18 min 38 s |
| 2017  | Championnats du monde de cross-country              | Kampala               | 36e   | Cross-country | 35 min 48 s     |
| 2019  | Marathon de Düsseldorf                              | Düsseldorf            | 5e    | Marathon      | 2 h 37 min 41 s |
| 2021  | Championnats du Pérou de marathon                   | Lima                  | 1re   | Marathon      | 2 h 27 min 59 s |
| 2021  | Jeux olympiques                                     | Tokyo                 | 41e   | Marathon      | 2 h 36 min 44 s |
| 2022  | Marathon de Mexico                                  | Mexico                | 4e    | Marathon      | 2 h 39 min 13 s |
| 2024  | Marathon de Houston                                 | Houston               | 5e    | Marathon      | 2 h 26 min 49 s |
| 2024  | Championnats du Pérou de cross-country              | Lima                  | 1re   | Cross-country | 36 min 56 s     |
| 2024  | Marathon de Vienne                                  | Vienne                | 4e    | Marathon      | 2 h 27 min 54 s |

### Piste
| Année | Compétition                                         | Lieu         | Place | Épreuve         | Temps          |
| ----- | --------------------------------------------------- | ------------ | ----- | --------------- | -------------- |
| 2010  | Championnats d'Amérique du Sud d'athlétisme espoirs | Medellín     | 2e    | 3 000 m steeple | 10 min 52 s 35 |
| 2011  | Championnats d'Amérique du Sud d'athlétisme         | Buenos Aires | 3e    | 3 000 m steeple | 10 min 24 s 67 |
| 2011  | Championnats panaméricains juniors d'athlétisme     | Miramar      | 3e    | 3 000 m steeple | 10 min 52 s 14 |
| 2014  | Championnats du Pérou d'athlétisme                  | Lima         | 1re   | 10 000 m        | 36 min 13 s 96 |
| 2014  | Championnats d'Amérique du Sud d'athlétisme espoirs | Montevideo   | 2e    | 5 000 m         | 16 min 43 s 40 |
| 2014  | Championnats d'Amérique du Sud d'athlétisme espoirs | Montevideo   | 2e    | 3 000 m steeple | 10 min 18 s 74 |
| 2015  | Championnats d'Amérique du Sud d'athlétisme         | Lima         | 5e    | 3 000 m steeple | 10 min 14 s 9  |
| 2017  | Championnats d'Amérique du Sud d'athlétisme         | Luque        | 3e    | 10 000 m        | 35 min 6 s 24  |
| 2020  | Championnats du Pérou d'athlétisme                  | Lima         | 1re   | 5 000 m         | 16 min 16 s 27 |
| 2022  | Championnats du Pérou d'athlétisme                  | Lima         | 1re   | 5 000 m         | 16 min 10 s 68 |
| 2022  | Jeux bolivariens                                    | Valledupar   | 1re   | 10 000 m        | 34 min 48 s 56 |
| 2022  | Jeux bolivariens                                    | Valledupar   | 4e    | 5 000 m         | 17 min 24 s 81 |
| 2022  | Jeux sud-américains                                 | Asuncion     | 4e    | 10 000 m        | 34 min 17 s 05 |

### Course en montagne
| no  | féminin       | Course                                               | Longueur | Départ          | Temps       |
| --- | ------------- | ---------------------------------------------------- | -------- | --------------- | ----------- |
| 1re | Médaille d'or | Championnats d'Amérique du Sud de course en montagne | 8 km     | 21 juillet 2013 | 49 min 26 s |

## Records
| Épreuve              | Performance     | Date            | Lieu                |
| -------------------- | --------------- | --------------- | ------------------- |
| 1 500 mètres         | 4 min 28 s 48   | 14 mars 2015    | Corpus Christi      |
| 3 000 mètres         | 9 min 53 s 3    | 23 juin 2011    | Lima                |
| 5 000 mètres         | 15 min 51 s 36  | 17 avril 2021   | Lima                |
| 10 000 mètres        | 32 min 46 s 10  | 6 mai 2022      | San Juan Capistrano |
| 2 000 mètres steeple | 6 min 54 s 37   | 17 mai 2009     | Lima                |
| 3 000 mètres steeple | 10 min 8 s 09   | 25 juin 2014    | Lima                |
| 10 kilomètres        | 33 min 50 s     | 22 juin 2019    | Lima                |
| Semi-marathon        | 1 h 10 min 56 s | 14 janvier 2018 | Houston             |
| Marathon             | 2 h 26 min 49 s | 14 janvier 2024 | Houston             |